# Дипломатически мисии на Гана
Това е списък на дипломатическите мисии на Гана в света.

## Европа
- Белгия
  - Брюксел (Посолство)
- Великобритания
  - Лондон (High Commission)
- Германия
  - Берлин (Посолство)
- Дания
  - Копенхаген (Посолство)
- Испания
  - Мадрид (Посолство)
- Италия
  - Рим (Посолство)
- Русия
  - Москва (Посолство)
- Сърбия
  - Белград (Посолство)
- Франция
  - Париж (Посолство)
- Нидерландия
  - Хага (Посолство)
- Чехия
  - Прага (Посолство)
- Швейцария
  - Берн (Посолство)

## Северна Америка
- Канада
  - Отава (High Commission)
- Куба
  - Хавана (Посолство)
- САЩ
  - Вашингтон (Посолство)

## Южна Америка
- Бразилия
  - Бразилия (Посолство)

## Африка
- Алжир
  - Алжир (Посолство)
- Ангола
  - Луанда (Посолство)
- Бенин
  - Котону (Посолство)
- Буркина Фасо
  - Уагадугу (Посолство)
- Гвинея
  - Конакри (Посолство)
- Демократична република Конго
  - Киншаса (Посолство)
- Египет
  - Кайро (Посолство)
- Екваториална Гвинея
  - Малабо (Посолство)
- Етиопия
  - Адис Абеба (Посолство)
- Зимбабве
  - Хараре (Посолство)
- Кот д'Ивоар
  - Абиджан (Посолство)
- Либерия
  - Монровия (Посолство)
- Либия
  - Триполи (Посолство)
- Мали
  - Бамако (Посолство)
- Мароко
  - Рабат (Посолство)
- Намибия
  - Виндхук (High Commission)
- Нигерия
  - Абуджа (High Commission)
  - Лагос (генерално консулство)
- Сенегал
  - Дакар (Посолство)
- Сиера Леоне
  - Фрийтаун (High Commission)
- Того
  - Ломе (Посолство)
- ЮАР
  - Претория (High Commission)

## Близък изток
- Израел
  - Тел Авив (Посолство)
- Саудитска Арабия
  - Рияд (Посолство)
  - Джида (генерално консулство)

## Азия
- Индия
  - Ню Делхи (High Commission)
- Китай
  - Пекин (Посолство)
- Малайзия
  - Куала Лумпур (High Commission)
- Южна Корея
  - Сеул (Посолство)
- Япония
  - Токио (Посолство)

## Океания
- Австралия
  - Канбера (High Commission)

## Междудържавни организации
- - Брюксел (ЕС)
  - Женева (ООН)
  - Ню Йорк (ООН)

## Досегашни посланици
- #виж листа (англ.) Архив на оригинала от 2010-03-02 в Wayback Machine.